# Adinamia
La adinamia es un síntoma que produce debilidad muscular con fatiga fácil; puede ser caracterizado por la ausencia de movimiento o reacción, lo que puede llevar a un estado de  postración. Las causas pueden ser físicas o psicológicas. Falta o pérdida de la fuerza vital normal.

## Etimología
El término proviene del Idioma griego, con el prefijo "a" que denota sin, ausencia o negación y "dynamis" que significa fuerza o movimiento.

## Patología
Se manifiesta por falta de fuerza, debilidad, ausencia de iniciativa física y emocional como consecuencia de un estado patológico.
Por lo tanto puede ser atribuida a incontables enfermedades y trastornos psiquiátricos o psicológicos, pero existe una en particular, la Adinamia episódica de Gamstorp, también llamada Parálisis periódica hipercaliémica, enfermedad neuromuscular causada por una alteración en el gen del canal de sodio.
También puede formar parte de la clínica de la enfermedad celíaca (junto con la anemia, diarrea, desnutrición, astenia, pérdida de peso, debilidad muscular, etc), que es una enfermedad autoinmune.